# SN 2003cp
SN 2003cp – supernowa typu Ia? odkryta 30 marca 2003 roku w galaktyce M+10-12-78. W momencie odkrycia miała maksymalną jasność 16,20m.